# Persone di nome Ante
| Questa pagina contiene informazioni ricavate automaticamente dalle voci biografiche con l'ausilio del template Bio e di un bot. L'aggiornamento è periodico e automatico e ricostruisce completamente la pagina. Se manca una persona in questa lista, sei pregato di non aggiungerla, ma accertati piuttosto che la sua voce biografica contenga il template Bio e che i dati anagrafici siano correttamente compilati. Se il template Bio manca, inseriscilo tu stesso o, in alternativa, metti l'avviso {{tmp\|Bio}} che ne segnala la mancanza. Se i dati riportati sono sbagliati, correggi direttamente la voce biografica; le modifiche saranno visibili in questa lista entro pochi giorni. Per chiarimenti vedi il progetto antroponimi. La lista contiene solo le 67 persone che sono citate nell'enciclopedia e per le quali è stato implementato correttamente il template Bio. Pagina aggiornata al 16 ott 2024. |

Questa è una lista di persone presenti nell'enciclopedia che hanno il prenome Ante, suddivise per attività principale.

## Allenatori di calcio(8)
- Ante Jurić, allenatore di calcio, ex calciatore e giocatore di beach soccer australiano (Canberra, n. 1973)
- Ante Miše, allenatore di calcio e ex calciatore croato (Vukovar, n. 1967)
- Ante Mladinić, allenatore di calcio e calciatore jugoslavo (Spalato, n. 1929 - Zagabria, † 2002)
- Ante Razov, allenatore di calcio e ex calciatore statunitense (Whittier, n. 1974)
- Ante Vitaić, allenatore di calcio e ex calciatore croato (Spalato, n. 1982)
- Ante Čačić, allenatore di calcio e dirigente sportivo croato (Zagabria, n. 1953)
- Ante Čović, allenatore di calcio e ex calciatore croato (Berlino, n. 1975)
- Ante Šimundža, allenatore di calcio e ex calciatore sloveno (Maribor, n. 1971)

## Allenatori di pallacanestro(1)
- Ante Nazor, allenatore di pallacanestro croato (Spalato, n. 1978)

## Calciatori(36)
- Ante Aralica, calciatore croato (Zagabria, n. 1996)
- Ante Aračić, calciatore croato (Imoschi, n. 1981)
- Ante Bajic, calciatore austriaco (n. 1995)
- Ante Bakmaz, calciatore australiano (Sydney, n. 1992)
- Ante Batarelo, calciatore croato (Spalato, n. 1984)
- Antonio Blasevich, calciatore e allenatore di calcio jugoslavo (Spalato, n. 1902 - Trieste, † 1972)
- Ante Budimir, calciatore croato (Zenica, n. 1991)
- Ante Bukvić, calciatore croato (Zara, n. 1987)
- Ante Čović, ex calciatore australiano (Sydney, n. 1975)
- Ante Crnac, calciatore croato (Sisak, n. 2003)
- Ante Erceg, calciatore croato (Spalato, n. 1989)
- Ante Hrkać, calciatore bosniaco (Široki Brijeg, n. 1992)
- Ante Ivković, ex calciatore jugoslavo (Spalato, n. 1947)
- Ante Jazić, ex calciatore canadese (Bedford, n. 1976)
- Ante Jurić, calciatore jugoslavo (Spalato, n. 1934 - † 2013)
- Ante Matej Jurić, calciatore croato (Osijek, n. 2002)
- Ante Kulušić, ex calciatore croato (Sebenico, n. 1986)
- Ante Majstorović, calciatore croato (Zagabria, n. 1993)
- Ante Miročević, ex calciatore jugoslavo (Podgorica, n. 1952)
- Ante Palaversa, calciatore croato (Spalato, n. 2000)
- Ante Pletikosić, ex calciatore jugoslavo (Supetar, n. 1939)
- Ante Puljić, calciatore croato (Mostar, n. 1987)
- Ante Rebić, calciatore croato (Spalato, n. 1993)
- Ante Roguljić, calciatore croato (Spalato, n. 1996)
- Ante Rožić, ex calciatore australiano (Bankstown, n. 1986)
- Ante Rukavina, ex calciatore croato (Sebenico, n. 1986)
- Ante Sarić, calciatore croato (Zara, n. 1992)
- Ante Sirković, calciatore jugoslavo (Spalato, n. 1944 - Castel San Giorgio, † 2019)
- Ante Moric, ex calciatore australiano (Sydney, n. 1974)
- Ante Tomić, ex calciatore croato (Zagabria, n. 1983)
- Ante Vukušić, calciatore croato (Signo, n. 1991)
- Ante Vulić, calciatore jugoslavo (Spalato, n. 1928 - Spalato, † 1993)
- Ante Žanetić, calciatore jugoslavo (Blatta, n. 1936 - Wollongong, † 2014)
- Ante Zurak, calciatore croato (Zara, n. 1984)
- Ante Ćorić, calciatore croato (Zagabria, n. 1997)
- Ante Žaja, ex calciatore jugoslavo (Sebenico, n. 1941)

## Cestisti(7)
- Ante Delaš, cestista croato (Salona, n. 1988)
- Ante Grgurević, ex cestista e allenatore di pallacanestro croato (Spalato, n. 1975)
- Ante Krapić, cestista croato (Zara, n. 1985)
- Ante Mašić, cestista bosniaco (Tomislavgrad, n. 1985)
- Ante Tomić, cestista croato (Ragusa, n. 1987)
- Ante Žižić, cestista croato (Spalato, n. 1997)
- Ante Đogić, ex cestista jugoslavo (Sarajevo, n. 1952)

## Generali(1)
- Ante Gotovina, generale croato (Tuconio, n. 1955)

## Giocatori di football americano(1)
- Tony Mandarich, ex giocatore di football americano canadese (Oakville, n. 1966)

## Imprenditori(1)
- Ante Šupuk, imprenditore e politico croato (Sebenico, n. 1838 - Sebenico, † 1904)

## Medici(1)
- Ante Pandaković, medico e allenatore di calcio jugoslavo (Zagabria, n. 1891 - Zagabria, † 1968)

## Nuotatori(1)
- Ante Roje, nuotatore e pallanuotista jugoslavo (Spalato, n. 1905 - Zagabria, † 1980)

## Partigiani(1)
- Ante Zemljar, partigiano, poeta e scrittore jugoslavo (Pago, n. 1922 - Zagabria, † 2004)

## Politici(5)
- Ante Marković, politico jugoslavo (Konjic, n. 1924 - Zagabria, † 2011)
- Ante Pavelić, politico croato (Bradina, n. 1889 - Madrid, † 1959)
- Ante Pavelić, politico croato (Gospić, n. 1869 - Zagabria, † 1938)
- Ante Starčević, politico croato (Žitnik, n. 1823 - Zagabria, † 1896)
- Ante Trumbić, politico croato (Spalato, n. 1864 - Zagabria, † 1938)

## Scacchisti(2)
- Ante Brkić, scacchista croato (n. 1988)
- Ante Šarić, scacchista croato (Spalato, n. 1984)

## Sceneggiatori(1)
- Ante Peterlić, sceneggiatore e regista jugoslavo (Kaštel Novi, n. 1936 - Zagabria, † 2007)

## Tennisti(1)
- Ante Pavić, tennista croato (Ogulin, n. 1989)